# Beatriz Fontanella de Weinberg
Beatriz Fontanella de Weinberg (nacida como María Beatriz Fontanella, Bahía Blanca, 23 de septiembre de 1939 - Bahía Blanca, 23 de abril de 1995) fue una lingüista argentina, especialista en lingüística diacrónica, dialectología y sociolingüística.Célebre por su investigación acerca del español rioplatense, realizó estudios diacrónicos sobre el seseo, el voseo y el yeísmo.
La Dra. Weinberg fue profesora de la Universidad Nacional del Sur (1958-1995), investigadora principal del CONICET, miembro de la Academia Argentina de Letras,miembro de la junta directiva de la Asociación de Lingüística y Filología de América Latina y presidenta de la Comisión de Historia del Español de América.

## Obras destacadas
- Dinámica social de un cambio lingüístico. Las palatales en español bonaerense (1975, tesis)
- La Lengua española fuera de España (1976)
- Adquisición fonológica en español bonaerense (1981)
- Estudios sobre el español en Argentina (1992, 1993, 1994; coordinadora)

## Distinciones
- Beca de especialización en Filología y Lingüística del Seminario Andrés Bello (1962).
- Premio Nacional a la Producción Científica y Literaria.
- Premio Konex 1986: Dialectología y Lenguas Indígenas.